# Porsche-Diesel Junior 108 L / LH
Der Porsche-Diesel Junior 108 L / LH ist ein Traktor der Porsche-Diesel Motorenbau GmbH, die ihren Sitz in Friedrichshafen am Bodensee hatte und die Traktorenfertigung der Allgaier Werke von 1957 bis 1960 für den Porsche-Diesel Junior 108 L / LH übernahm.
Mit seiner Einführung im Jahr 1957 gelang mit dem Porsche-Optima-Verbrennungsmotor bei gleicher Drehzahl für den Porsche-Diesel Junior 108 L / LH eine um 10 % verbesserte Leistung. Die Variante L des Porsche-Diesel-Schleppers zeichnete sich besonders durch den höheren Radstand aus. Die Vorderachse des Porsche-Diesel ist ausziehbar, die zugleich eine Pendelachse und in der Spur achtfach verstellbar ist. Dies kann über die Felgen oder die Radscheiben erfolgen. Auf der hinteren Achse des Schleppers wird eine Achslast von etwa 630 Kilogramm erreicht, während auf der Vorderachse 390 Kilogramm lasten. Auf die Hinterräder des Schleppers wirkt die Innenbacken-Bremse, die per Fuß betätigt werden kann und gleichzeitig als Lenkbremse verwendet werden kann.
Optional ist es möglich beim Junior 108 L / LH einen hydraulischen Kraftheber einzubauen. Die maximale Hubkraft des Schleppers liegt bei 400 Kilogramm. Die speziellen Ausstattungsmerkmale sind die Rückfahrscheinwerfer, die seinerzeit nicht selbstverständlich waren. Darüber hinaus verfügt der Schlepper über einen zweiten Kotflügelsitz, einen Vorderradkotflügel, ein Verdeck sowie ein integriertes Mähwerk. Des Weiteren besitzt der Porsche-Traktor eine unabhängige Getriebe-Handbremse und eine Einscheiben-Trockenkupplung vom Typ K 180.